# Kamień (powiat lwówecki)
Kamień – wieś w Polsce położona w województwie dolnośląskim, w powiecie lwóweckim, w gminie Mirsk.

## Podział administracyjny
W latach 1975–1998 miejscowość należała administracyjnie do województwa jeleniogórskiego.

## Położenie
Kamień to niewielka wieś łańcuchowa o długości około 1,4 km leżąca na Pogórzu Izerskim, w Kotlinie Mirskiej, nad Kwisą, na wysokości około 370–400 m n.p.m.

## Zabytki
- Dwór w Kamieniu

## Turystyka i oświata
W Kamieniu znajduje się Szkolne Schronisko Młodzieżowe "Halny", a także ośrodek młodzieżowy powstały w latach 50. XX wieku.